# کوچبورک-اوسادا
کوچبورک-اوسادا (به لهستانی:  Kuczbork-Osada) یک روستا در لهستان است که در گمینا کوچبورک-اوسادا واقع شده‌است. کوچبورک-اوسادا  ۳۱۰ نفر جمعیت دارد.